# Хангинг Рок (Охајо)
Хангинг Рок (енгл. Hanging Rock) град је у америчкој савезној држави Охајо.

## Демографија
По попису из 2010. године број становника је 221, што је 58 (-20,8%) становника мање него 2000. године.
| Група             | 2000.       | 2010.       |
| Белци             | 278 (99,6%) | 218 (98,6%) |
| Афроамериканци    | 0 (0,0%)    | 0 (0,0%)    |
| Азијати           | 0 (0,0%)    | 0 (0,0%)    |
| Хиспаноамериканци | 0 (0,0%)    | 3 (1,4%)    |
| Укупно            | 279         | 221         |